# 熔噴技術

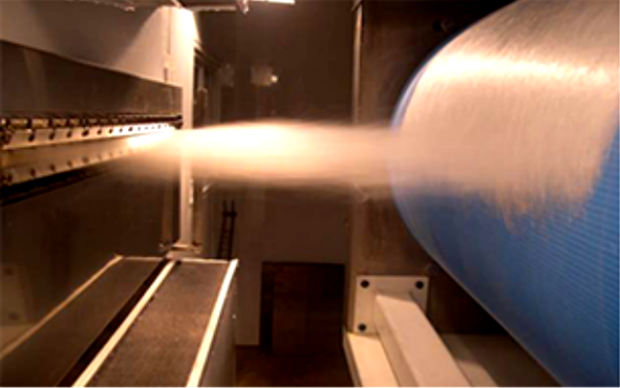
熔噴過程

熔噴技術（又譯熔噴法或熔體吹塑）是微纖維和納米纖維的常規製造方法，熔噴不織布（簡稱熔噴布）製作技術的基礎。這個技術把熔融的聚合物（即聚合物熔體）通過被高速吹塑氣體包圍的小噴嘴擠出，從而形式隨機沉積的非織造片材產品，可適用於過濾、吸附、服裝生產和藥物輸送系統。熔噴技術的實質好處是其簡單，平均比生產力（specific productivity）高，而且不涉及溶劑操作。選擇具有最佳流變和表面特性的聚合物的適當組合，科學家已經能夠生產平均直徑小至36 nm的熔噴纖維。

## 歷史
熔噴技術並非嶄新的技術發明：在大自然亦有類似的現象。舉例說：在火山活動活躍的夏威夷群島，猛風會吹起熔化的玄武岩，令玄武岩形成纖維狀的物質，被稱為「貝利的頭髮」。「貝利」（Pele）是夏威夷傳統多神信仰的女神名稱。儘管玄武岩並不是聚合物的一種，其原理與熔噴技術相同。
熔噴技術的第一個研究在1950年代的美國發生：研究希望生產一種精細的過濾物料，用以量度在一輪無人機所受到的輻射劑量。後來，埃克森集團開發出第一個基於熔噴技術原則而有高度輸出水平的工業程序。根據2018年的統計數字，中國生產的不織布佔全世界市場的四成份額，當中絕大多數生產於河北省。

## 高分子聚合物
具有熱塑特性的高分子聚合物均可應用於熔噴技術。以下詳列在熔噴技術中常用的主要塑料：
- 聚丙烯（Polypropylene，PP）
- 聚苯乙烯（Polystyrene，PS）
- 聚酯（Polyesters）
- 聚氨酯（Polyurethane，PU）
- 聚酰胺（Polyamides，即尼龙）
- 聚乙烯（Polyethylene，PE）
- 聚碳酸酯（Polycarbonate）

## 用途

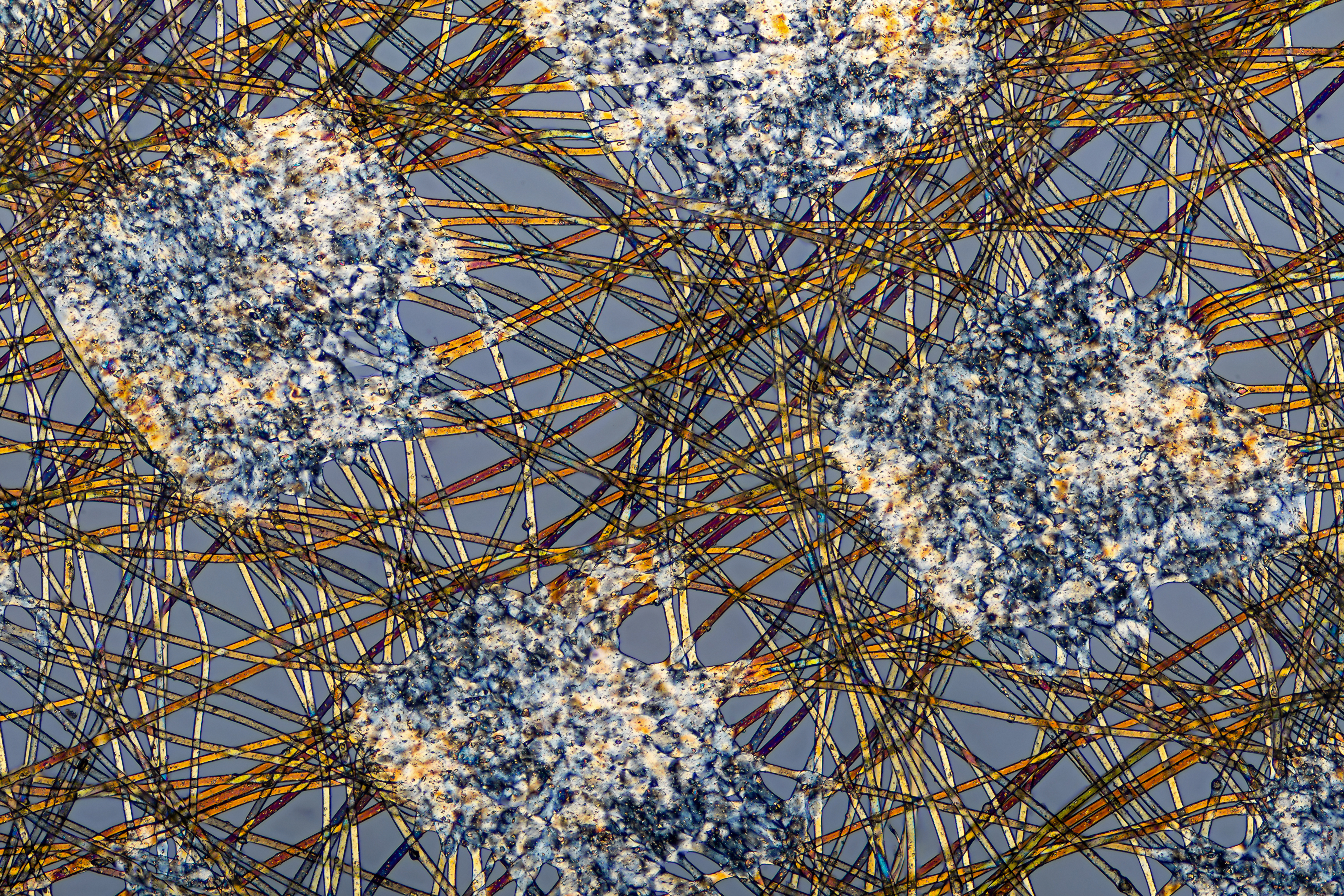
由熔喷聚合物丝制成的外科口罩外层的显微图像。

熔噴不織布和其他创新方法的主要用途如下。

### 过滤
熔噴不織布是多孔的。因此，它们可以过滤液体和气体。熔噴不織布的应用包括水处理、口罩和空调过滤器。在COVID-19大流行期间，熔噴不織布的价格从每吨几千美元飙升至每吨约十万美元。

### 吸附剂
非织造材料可以保留数倍于自身重量的液体。因此，那些由聚丙烯制成的吸附剂是收集油污的理想选择。

### 卫生用品
一次性尿布和女性卫生用品中利用了熔喷织物的高吸收性。

### 服饰
熔喷织物具有三种特性，有助于使其适用于服装，尤其是在恶劣环境中：隔热、防潮性和透气性。

### 给药
熔喷可以生产用于控制药物输送的载药纤维。高药物吞吐率（挤出进料）、无溶剂操作和增加产品表面积使熔喷成为一种有前途的新制剂技术。